# Карсский 188-й пехотный полк
188-й пехотный Карсский полк — пехотная воинская часть Русской императорской армии.
Полк образован 20 февраля 1910 г. слиянием следующих частей: 1) 254-го Темирханшуринского резервного батальона, 2) 228-го пехотного резервного Хвалынского полка и 3) 227-го пехотного резервного Балашовского полка.
Старшинство: 29.11.1796
Полковой праздник: 30 августа
Расформирован в январе 1918 года.

## Темирханшуринский резервный батальон
Хроника первой из этих частей такова: 19 февраля 1711 г., при учреждении постоянных гарнизонов, в Санкт-Петербурге было положено иметь 4 гарнизонных полка, из которых тогда же были сформированы полки: Фразера, Колтовского и Бухгольца. 9 января 1712 г. к ним был присоединён Белозерский полк (сформированный 25 июня 1700 г.). 19 апреля 1769 г., при общем переформировании гарнизонов, из них было образовано 5 отдельных батальонов.
29 ноября 1796 г. из лучших людей этих батальонов был сформирован Кавказский линейный № 3 батальон, названный 31 августа 1842 г. Кавказским линейным № 6, 26 февраля 1845 г. — Кавказским линейным № 7 (с 16 декабря того же года № 6). В 1860 г. батальон вошел в состав войск, действовавших против горцев на Западном Кавказе, 12 февраля 1864 г. батальон наименован Кавказским линейным № 5, а 23 марта 1868 г. 1-м Кавказским линейным. В русско-турецкую войну 1877—1878 гг., находясь в отряде генерала Кравченко, действовавшем на Кавказско-Черноморском побережье и оборонявшем Сухуми, он участвовал в деле у Бзыби, с. Гудауты и на р. Келасури, где особенно отличилась 3-я рота батальона.
6 ноября 1883 г., при упразднении линейных войск на Кавказе, батальон наименован Терским местным батальоном; 15 октября 1889 г. — 9-м Кавказским резервным батальоном; 25 марта 1891 г. — Темирханшуринским резервным батальоном. 26 мая 1899 г. ему был присвоен № 254. Старшинство его считалось с 29 ноября 1796 г.
Темирханшуринский батальон имел следующие знаки отличия:
1. Знамя простое с надписью: «1796—1896», с Александровской юбилейной лентой;
2. Поход за военное отличие, пожалованный 14 марта 1814 г. Тенгинскому полку за отличие в 1812—1814 гг., особенно в сражении при Лейпциге;[2]
3. В 1, 2 и 4-й ротах — знаки на головные уборы, с надписью: «За отличие при покорении Западного Кавказа в 1864 г.» (пожалованы 20 июля 1865 г.); в 3-й роте — "За отличие при покорении Западного Кавказа в 1864 г. и против турок в Абхазии в 1877 г." (последнее отличие пожаловано 6 января 1879 г.).

## Хвалынский резервный полк
2-я составная часть Карсского пехотного полка — 288-й пехотный резервный Хвалынский полк — сформирован 19 января 1878 г. из кадра Ярославского местного батальона (сформированного в 1811 г.) под именем 55-го резервного пехотного батальона; 23 апреля того же года батальон был назван 1-м батальоном 19-го резервного полка, но 10 октября повеление это было отменено, и он переименован в 92-й резервный пехотный батальон (кадровый), 25 марта 1891 г. назван Хвалынским резервным батальоном, 26 мая 1899 г. ему был присвоен № 228, 26 декабря 1903 г. он был переформирован в двухбатальонный резервный полк.

## Балашовский резервный полк
227-й пехотный резервный Балашовский полк имел старшинство с 17 января 1811 г., когда был сформирован Саратовский внутренний губернский полубатальон, наименованный 14 июля 1816 г. Саратовским внутренним гарнизонным, 13 августа 1864 г. — Саратовским губернским, а 26 августа 1874 г. — местным. 31 июля 1877 г. из кадра батальона был сформирован 47-й резервный пехотный батальон (упразднён в 1878 г.), а батальон укомплектован. 31 августа 1878 г. батальон был переименован в 91-й резервный пехотный батальон (кадровый), 25 марта 1891 г. назван Балашовским резервным батальоном. 26 мая 1899 г. ему присвоен № 227, 26 декабря 1903 г. переформирован в 2-батальонный резервный полк. 20 февраля 1910 г. 1-й батальон Балашовского полка поступил в 186-й пехотный Асландузский полк, а 2-й батальон вошел в состав 188-го пехотного Карсского полка.

## Карсский полк
Карсский полк имеет старшинство Темирханшуринского батальона с 29 ноября 1796 г. Все свои знаки отличия Карсский полк имеет от 254-го Темирханшуринского резервного батальона, который составил 1-й-батальон Карсского полка.

## Командиры полка и его предшественников

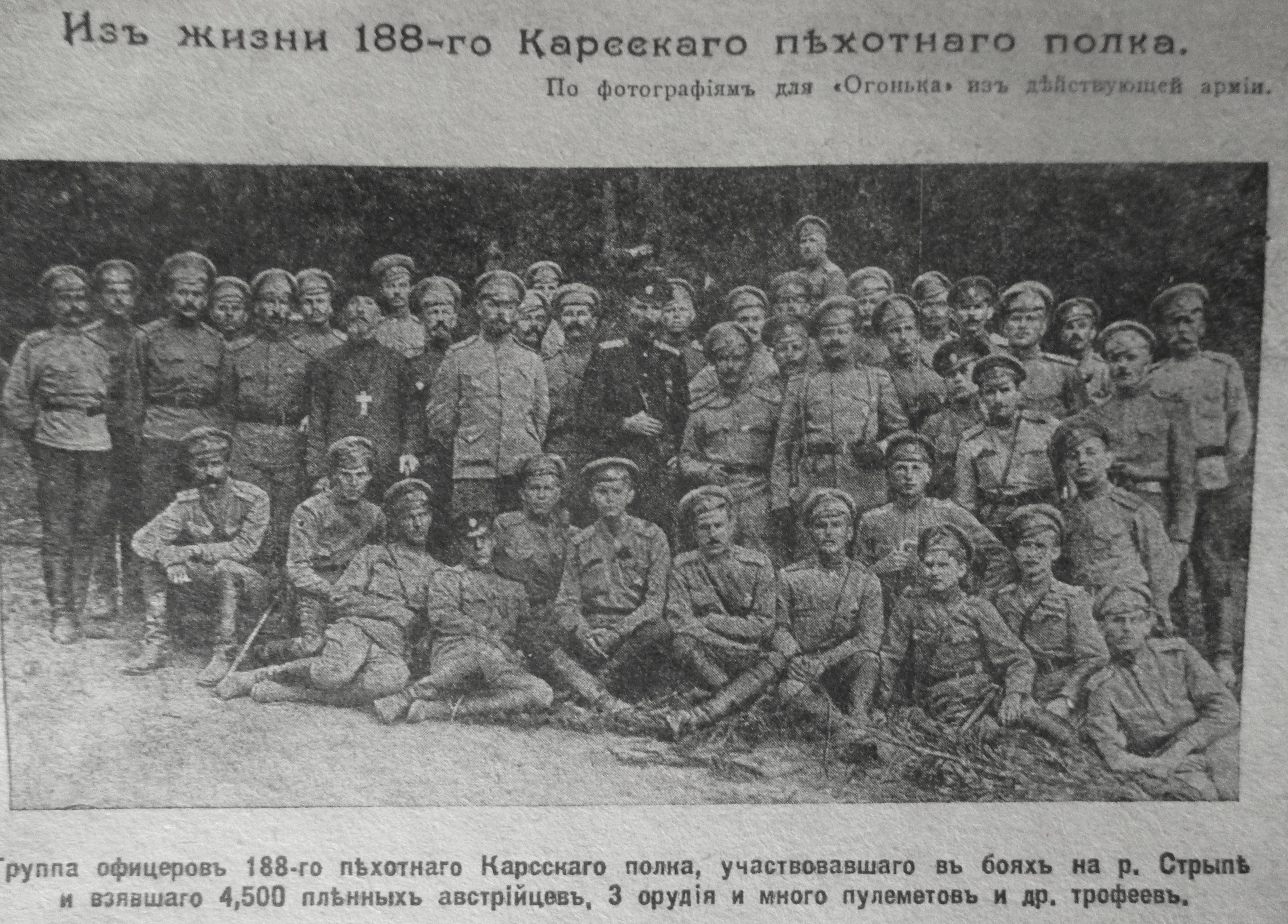
Офицеры Карсского 188-го пехотного полка в 1916 году.

- 1834—1841 годы — полковник Принц, Пётр Александрович (3-й Кавказский линейный батальон)
- В 1882 г. — подполковник Давыдов (1-й Кавказский линейный батальон)
- В 1908 г. — полковник Реут, Иван Фёдорович (227-й резервный Балашовский полк); генерал-майор Н. Ф. Февралёв (228-й резервный Хвалынский полк), полковник Прокопенко, Юлиан Васильевич (254-й резервный Темирханшуринский батальон).
- 09.11.1911 — 16.03.1916 — полковник (c 13.11.1915 генерал-майор) Карабашев, Николай Андреевич
- 20.04.1916 — 21.01.1917 — полковник Марковский, Василий Иосифович
- хх.хх.1917 — 05.04.1917 — полковник Драгомиров, Александр Михайлович